# Cura (Instrument)
| Cura                      |
| ------------------------- |
|                           |
| Klassifikation            |
| Chordophon Zupfinstrument |
| Tonumfang                 |
|                           |
| Verwandte Instrumente     |
| Saz                       |

Die Cura [dʒuɾɑ] ist die kleinste Form der türkischen Langhalslauten Saz. Das Zupfinstrument besitzt in der Regel drei doppelchörige, also sechs Saiten und zwischen 19 und 25 Bünde.

## Bauform
Die Cura wird üblicherweise auf die Tonhöhen D-G-A (Solmisationssilben Re-Sol-La) gestimmt. Das bedeutet, dass die beiden unteren Saiten auf D (Re), die mittleren Saiten auf G (Sol) und die beiden oberen Saiten (also inklusive der Bass-Saite) auf A (La) gestimmt werden. Durch die minimalen Verstimmungen der unteren und mittleren Doppelsaiten und der daraus resultierenden Schwebung ergibt sich ein sphärisch klingender Chorus-Effekt.
Die Cura besitzt üblicherweise 23 Bünde, wobei die untersten sechs Bünde mit einer speziellen Markierung versehen sind (vgl. unten stehendes Bild). Dadurch ist das Spielen der Cura im Großen und Ganzen zum Spiel der kurzen oder auch langen Bağlama kompatibel.
Die Schallöffnung befindet sich teilweise, wie bei den größeren Formen der Saz, auf dem Boden des Instruments, teilweise aber auch, wie bei einer Gitarre, direkt auf dem Korpus. Gespielt wird die Cura mit einem Plektrum, das wesentlich weicher als ein Plektrum für Gitarren ist. Teilweise wird die Cura auch mit den Fingern gezupt.

## Verwendung
Die Saz und damit auch die Cura spielen eine große Rolle bei religiösen Zeremonien der Aleviten. Die Cura wurde früher häufig von alevitischen Derwischen verwendet, da sie aufgrund ihrer Größe einfach transportiert und ggf. auch versteckt werden konnte.